# 塩見政誠

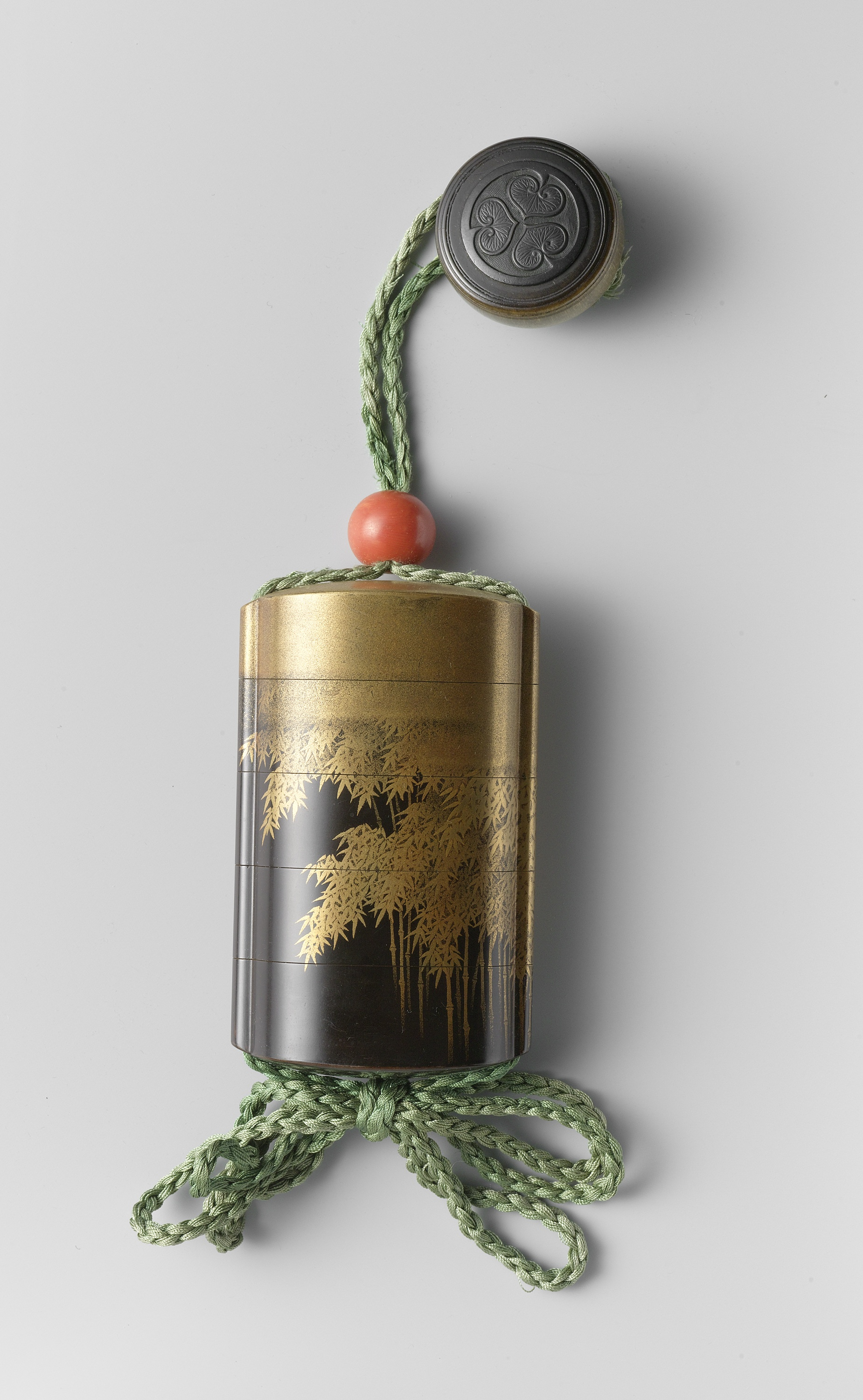
塩見政誠作の竹が描かれた印籠、18世紀、アムステルダム国立美術館蔵

塩見 政誠（しおみ せいせい/まさなり、1646年（正保3年）- 1719年（享保4年）9月）は、江戸時代前期から中期の蒔絵師。通称は小兵衛。

## 経歴・人物
塩見春政（推定）の子として京都に生まれる。「研出蒔絵」で蒔絵を製作し、木地蒔絵等を使った技法の作品も多く残した。
政誠の作品は、印籠や箱等多くの種類があり、庶民から高い評価を受けた。また、彼の家系（塩見小兵衛等）多くの門人によって継いだと伝えられている。

## 主な弟子
- 塩見政綱
- 塩見政景
- 塩見政陰

注：いずれも推定で、実在したかどうかは不明である。

## 主な作品
- 『比良山蒔絵硯箱』- 2010年（平成22年）に重要文化財に指定。「鹽見政誠」と記されている。
- 『蜻蛉蟷螂蒔絵印籠』‐ 皇室から奉納されたものと推定される。
- 『節摺』‐ 後に当時の仙台藩主伊達重村へ奉納したとみられている。

このうち現在、『比良山』及び『蜻蛉』は東京国立博物館、『節摺』は武蔵野音楽大学楽器博物館がそれぞれ所蔵している。